# Ineptiae meunieri
Ineptiae meunieri là một loài côn trùng thuộc bộ Neuroptera. Loài này được Handlirsch miêu tả năm 1906.